# Lepidolaenaceae
Lepidolaenaceae là một họ rêu trong bộ Jungermanniales.